# Stephan Kayser
Stephan Kayser (* 21. Juli 1948 in München) ist ein deutscher Schauspieler, Synchronsprecher, Regisseur, Film- und Musikproduzent.

## Leben
Kayser kam über seine als Filmschaffende tätige Mutter Vera Kayser (1920–1960), einer Tochter des Schauspielers Charles Willy Kayser (1881–1942) früh zum Film. Mit sechs Jahren spielte er als Kinderdarsteller in der Erich-Kästner-Verfilmung Drei Männer im Schnee (Regie: Kurt Hoffmann). Zwei Jahre später wirkte er neben Marcello Mastroianni und Mario Adorf im Spielfilm „La Ragazza della Salina“ (Regie: Franz Cap), (deutscher Verleih-Titel „Mädchen und Männer“ bzw. „Harte Männer, heiße Liebe“) mit.
1960 wurde er für die Titelrolle des Kai aus der Kiste engagiert, einer Wolf-Durian-Verfilmung des SDR (Regie: Theo Mezger). Als Synchronsprecher sprach er für Fernsehserien, darunter Die Kinder von Bullerbü, Lassie, Flipper sowie in Spielfilmen wie Mamma Roma von Pier Paolo Pasolini oder Junge Aphroditen. Als Schauspieler übernahm er Rollen in den Fernsehserien Familie Hansen, Fernfahrer, Die Kramer und Die Hupe sowie in den Fernsehspielen Leuchtfeuer, Apostel unter dem Dach und Monsieur Gringo. Von 1968 bis 1974 war er zudem als Film- und Musikkritiker im Feuilleton der Münchner Boulevardzeitung tz sowie für den Münchner Merkur und andere Kulturmagazine wie „Lektüre“ als Gastautor tätig.
Ab 1969 realisierte Kayser mit seiner eigenen Filmproduktion eine Reihe von Kurzspielfilmen. Sein erster Kurzspielfilm Vampire sind auch Menschen erhielt 1970 den Publikumspreis bei den Westdeutschen Kurzfilmtagen in Oberhausen. Der Kurzfilm 1972 – Olympische Impressionen entstand während der Olympischen Spiele 1972 in München und wurde als offizieller deutscher Beitrag für eine Oscar-Nominierung in der Kategorie Short Movies (1973) ausgewählt. Kayser war zudem Produzent und Regisseur eines Dokumentarfilmes mit dem Titel Die Polizei im Zeichen der fünf Ringe (1972) über das Sicherheitskonzept der Olympischen Spiele 1972 und den Terroranschlag auf die israelische Mannschaft im Olympischen Dorf. Für die Filme Der Tunnel (nach Friedrich Dürrenmatts Erzählung) und Der Vertreter kam es 1976/1978 zur Zusammenarbeit mit dem Schriftsteller Martin Sperr (Jagdszenen in Niederbayern) als Schauspieler. Mehrfach erhielt Kayser Kurzfilm-Preise des Hauptverbandes Deutscher Filmtheater (HdF), z. B. für Winterreise, Nicht mehr allein über die Thematik Schwerbehinderter und Hugo was here mit Jürgen Flimm in der Hauptrolle.
In den Jahren 1977–1981 entstand sein erster Spielfilm Magma – Reise von hier nach dort, an dem der Schweizer Schriftsteller Max Frisch mitwirkte und der diesem gewidmet ist. 1978 veröffentlichte er Erzählungen unter dem Titel Wo dieses Land ist. Es folgte eine Tätigkeit als Dialogbuch-Autor für die TV-Unterhaltungssendungen Väter der Klamotte und Spaß mit Charlie (Chaplin) (ZDF) sowie als Regisseur von Industrie- und Werbefilmen. Im Zusammenhang mit der Regiearbeit zu einem historischen Film-Porträt über Jakob Lorber (1800–1864) entdeckte er durch eigene aufwendige Recherchen in Graz (Österreich) den Paganini-Schüler Jakob Lorber als vergessenen Komponisten der Romantik. Kayser gründete daraufhin eine Musik-Produktionsfirma mit eigenem Label (K-Classic) und veröffentlichte die Kompositionen Lorbers erstmals auf CD und ließ seine kammermusikalischen Werke auch in Konzerten erstmals nach mehr als 150 Jahren aufführen. Später kamen speziell das kompositorische Werk des Pianisten und Organisten Oliver Amadeus Kayser (* 1977) und andere zeitgenössische Komponisten wie Kurt Brüggemann (1908–2002), Peter Schammberger (Organist an der Münchner St.-Lukas-Kirche) und Peter Schöbach hinzu. In Co-Produktion mit Deutschlandfunk Kultur entstand auch eine CD-Einspielung mit der koreanischen Pianistin Hee-Sook Ahn. In den letzten Jahren befasste sich Kayser mit filmischen Langzeit-Projekten. Im September 2012 war er in Zusammenarbeit mit dem Historischen Verein Fürstenfeldbruck e. V. Initiator und Gesamtgestalter der Dokumentarfilm-Gedenkveranstaltung Terror in der heilen Welt – 40 Jahre nach dem Olympia-Attentat 1972 mit ausschließlich eigenem historischen Filmmaterial im Veranstaltungsforum Fürstenfeld.

## Filmografie Stephan Kayser (Produktion, Buch und Regie)
- 1970: Vampire sind auch Menschen (Kurzspielfilm)
- 1971: Die Sex-Jährigen (Kurzfilm-Parodie)
- 1971: Hugo was here (mit Jürgen Flimm – Kurzspielfilm)
- 1971: Nicht mehr allein (Kurzfilm über Schwerbehinderte)
- 1971: Winterreise (mit Constanze Engelbrecht – Kurzspielfilm)
- 1972: 1972 –  Olympische Impressionen (Kurzfilm)
- 1972: Christian – Ein Unfall (Kurzspielfilm)
- 1972: Der Nächste, bitte (Kurzspielfilm)
- 1972: Der Rest ist Beethoven (mit Bernd Herzsprung – Kurzspielfilm)
- 1973: Olympiade München 1972 – Die Polizei im Zeichen der 5 Ringe (Dokumentarfilm)
- 1973: Schachmatt-Gestern und Heute (Dokumentarfilm)
- 1974: Franz Habben, Maler (Künstlerporträt)
- 1974: Solo für Anita (mit Alois Maria Giani – Fernsehfilm)
- 1976: Der deutsche Film ist tot – Es lebe der deutsche Film (mit Margot Mahler, Birte Berg – Filmparodie)
- 1976: Der Tunnel (mit Martin Sperr und Michael Kroecher – Kurzspielfilm nach F.Dürrenmatt)
- 1977: Der Spiegel (Kurzspielfilm)
- 1977: Made in Starnberg (Dokumentarfilm über den Harfenbauer Horngacher)
- 1978: Der Vertreter (mit Martin Sperr und Eva Berthold – Kurzspielfilm)
- 1978: Marcel von Herrfeldt – Künder der Frauenschönheit (Künstlerporträt)
- 1978: Zero (Kurzspielfilm mit Michael Kroecher)
- 1979: Das Modell Gesundheitspark (Dokumentarfilm)
- 1980: Magma – Reise von hier nach dort (unter Mitwirkung von Max Frisch – Spielfilm)
- 1989: Jakob Lorber – Und hättet ihr nicht das ganze Universum in euch (Historisches Filmporträt)

## Stephan Kayser als Schauspieler
- 1955: Drei Männer im Schnee (Regie: Kurt Hoffmann)
- 1956: Harte Männer – heiße Liebe (La Ragazza della Salina) (Regie: Franz Cap)
- 1958: Mein ganzes Herz ist voll Musik
- 1960: Kai aus der Kiste (TV-Film, Regie: Theo Mezger)
- 1963: Fernfahrer (TV-Serie, Regie: Theo Mezger)
- 1963: Orden für die Wunderkinder (TV-Film, Regie: Rainer Erler)
- 1966: Familie Hansen (TV-Serie, sechs Folgen)
- 1967: Leuchtfeuer (TV-Film, Regie: Kurt Wilhelm)
- 1968: Die Kramer (TV-Serie mit Barbara Rütting)
- 1968: Apostel unter dem Dach (TV-Film, Regie: Erich Neureuther)
- 1969–1970: Die Hupe (13-teilige TV-Serie, Regie: Thomas Fantl)
- 1970: Sie schreiben mit (TV-Serie, Episode: Monsieur Gringo)
- 1970: Meine Tochter – unser Fräulein Doktor (TV-Serie, Episode, Regie: Wolfgang Schleif)
- 1971: Mädchen beim Frauenarzt
- 1975: LH 615 – Operation München (TV-Spieldokumentation, Regie: Theo Mezger)